# Bo Wirebrand
Bo Wirebrand, folkbokförd Bo Sven Håkan Virebrand, född 2 mars 1946 i Vetlanda församling i Jönköpings län, är en svensk sportprofil inom speedway. Han är sportchef i Elit Vetlanda och har under två år varit förbundskapten för landslaget. Han korades av Sveriges Radio Jönköping till Årets smålänning 2004.
Han är sedan 1969 gift med Iris Wirebrand (född 1952).